# Melbourne Cricket Ground
Melbourne Cricket Ground är en idrottsarena i Melbourne i Victoria i Australien. Arenan används främst vid matcher i cricket och australisk fotboll samt vid konserter. Arenan är belägen i Melbourne Olympic Park, och var huvudarena vid Olympiska sommarspelen 1956 i Melbourne. Publikkapaciteten är cirka 100 000 åskådare. Arenan kallas ofta för "MCG" eller  "The G".